# Hottur, Shiggaon
Hottur là một làng thuộc tehsil Shiggaon, huyện Haveri, bang Karnataka, Ấn Độ.